# دهله صوفیان
دهله صوفیان، روستایی از توابع بخش میوند (بربرود غربی)شهرستان الیگودرز در استان لرستان ایران است.این روستا متعلق به تیره صوفی از طایفه بُساک میوند می‌باشد.این روستا محل تولد بزرگانی چون کدخدا ابوتراب صوفی و فرزند برومندش کدخدا علی اکبر صوفی و کدخدا حاج باباجان حسینوند و کدخدا محمدخون حسینوند می‌باشد که از بزرگان و سخنوران و متمولین بختیاری های این منطقه بودند.این روستا جزء خوش آب و هواترین روستاهای منطقه می‌باشد.مردم این روستا و تیره صوفی به مرور از حدود دو قرن پیش شروع به کوچ به سمت خوزستان و اصفهان کرده و در شهرستانهایی مثل دزفول و اندیمشک و شوشتر در خوزستان و یزدانشهر و خمینی شهر و نجف آباد در اصفهان سکنی گزیدند و به این دلیل تعداد اهالی روستا کمتر و کمتر شد و اکثراً شهرنشین شدند تا جایی که تعداد افراد باقیمانده در روستا به حدود ۳۰ نفر رسید ولی طی سالیان اخیر تعدادی از ریش سفیدان و جوانان این طایفه دوباره به روستا آمده و خانه ساختند و جان تازه ای به روستا بخشیدند.زمینهای کشاورزی این روستا به خاطر عبور رودخانه از حاصلخیزترین زمینهای منطقه می‌باشند.

## جمعیت
این روستا در دهستان بربرود غربی قرار دارد و براساس سرشماری مرکز آمار ایران در سال ۱۳۸۵، جمعیت آن ۷۷ نفر (۱۵ خانوار) بوده‌است.